# Runenstein von Högby

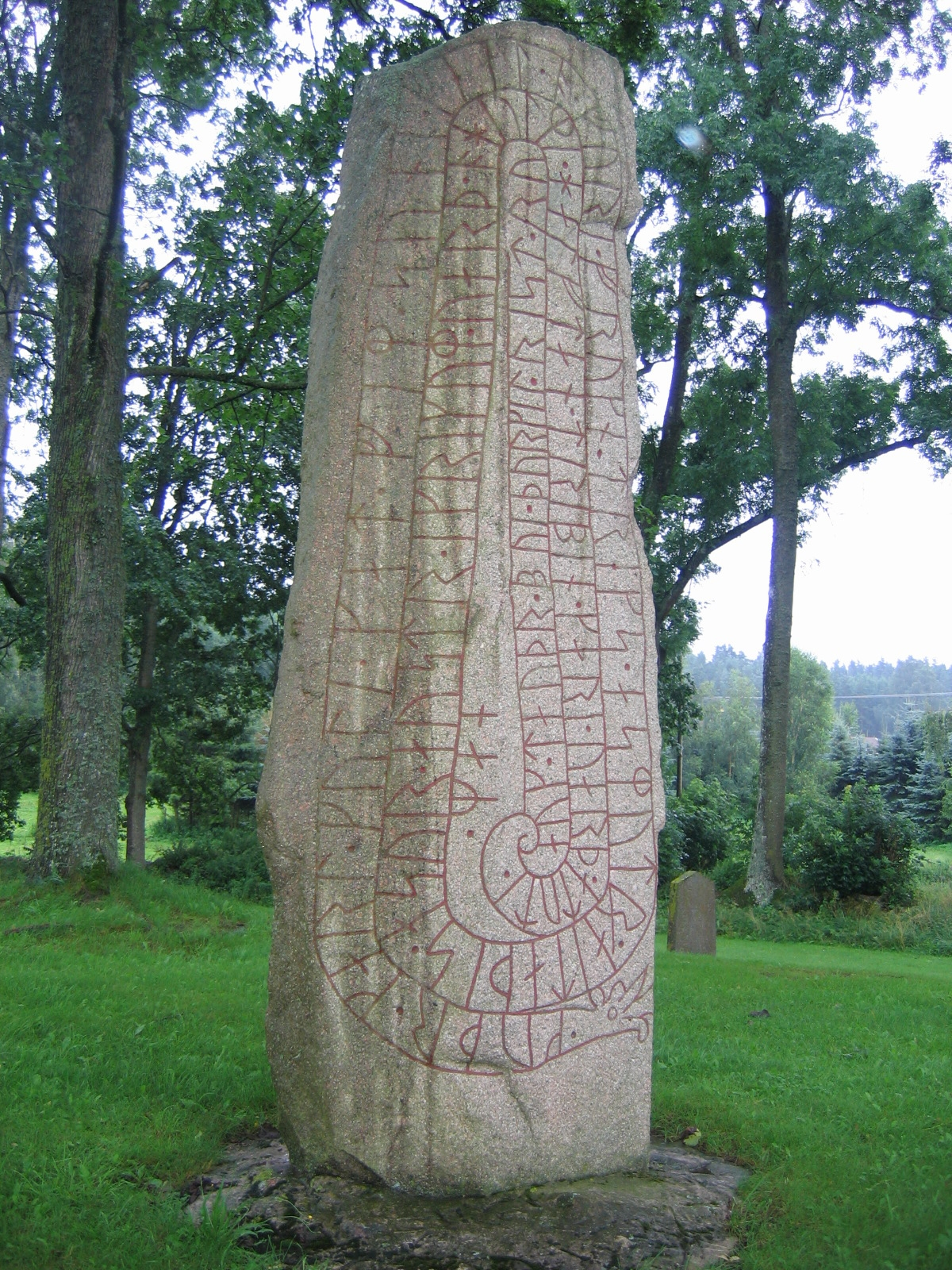
Runenstein von Högby

Der Runenstein von Högby (schwedisch Högbystenen, Nr. Ög 81) steht auf dem Friedhof der Kirche von Högby in der Gemeinde Mjölby in Östergötland in Schweden. Er gilt neben dem Rökstenen als Östergötlands ansehnlichster Runenstein.
Woher der Stein ursprünglich stammt, ist unbekannt. Als Högbys mittelalterliche Kirche gebaut wurde, wurde er in die Ostwand der Sakristei eingemauert, wo er 1687 von Johan Hadorph (1630–1693) entdeckt wurde. Der Stein wurde 1874 am Standort der abgerissenen alten Kirche aufgestellt. Charles Crodel (1894–1973) hat den Stein in der Farbverglasung der neuen Kirche gemalt.
Der Runenstein aus rötlichem Granit ist im Ringerike-Stil verziert und stammt aus den Jahren 1010 bis 1050 n. Chr. Seine Höhe beträgt 3,45 m bei einer Breite von etwa 60 cm. Der Stein wird als „Griechenlandstein“ bezeichnet, da er zu Ehren eines Wikingers errichtet wurde, der in Griechenland starb, das identisch mit dem Byzantinischen Reich ist. Die im Schlangenband stehende Runeninschrift auf dem mehrseitig beschriebenen Stein lautet übersetzt:

„Thorgärd errichtete diesen Stein nach Assur, seinem Onkel. Er starb im Osten in Griechenland.“

Der Stein berichtet weiterhin über den Tod der fünf Söhne des Bauern Gulle: „Asmund, Assur, Halfdan, Kåre und Boe“ und endet mit „Torkel schnitzte die Runen“. Es besteht Uneinigkeit darüber, wie der Text zu interpretieren ist.
In der Nähe stehen die Runensteine von Bjälbo.